# Superficie di Boy

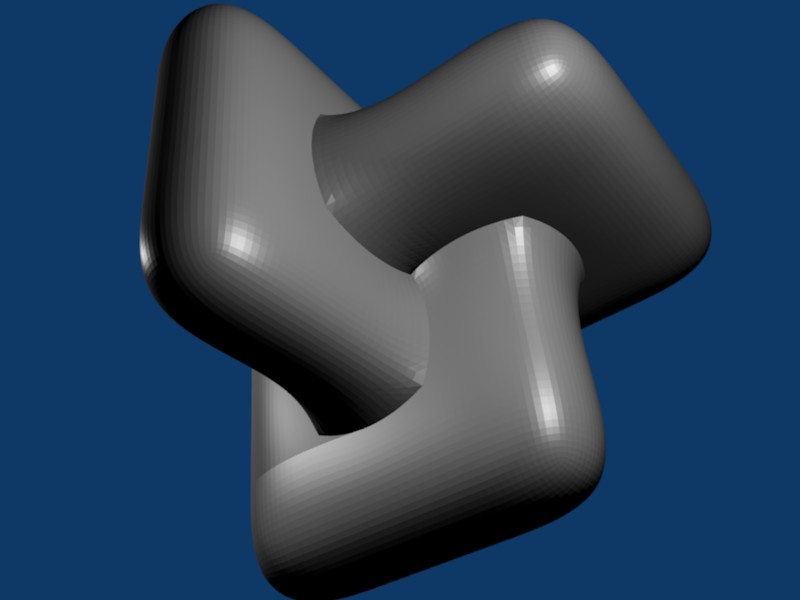

La superficie di Boy è un'immersione del piano proiettivo reale in uno spazio tridimensionale. È una varietà non orientabile scoperta nel 1901 da Werner Boy. Al 1981 risale il primo studio analitico della superficie di Boy con metodo semiempirico. La superficie Boy è discussa (ed illustrata) nel Le Topologicon di Jean-Pierre Petit.
La superficie di Boy può essere ottenuta come trasformazione geometrica tridimensionale e ciclica di una sfera, senza formazione di una singolarità, la prima di questo genere. Tale trasformazione consiste nel rovesciare la superficie di tale sfera, mentre questa si muove lungo una traiettoria elicoidale chiusa. Un altro modo più semplice è l'unione di ogni punto della sfera con il suo antipodale, cioè con il punto che occupa la posizione diametralmente opposta nella sfera. Da questa costruzione si vede che tale superficie è composta da una faccia, uno spigolo e un vertice, ed ha quindi caratteristica di Eulero uguale a {\displaystyle 1}.
La superficie di Boy ha una curva di autointersezione a forma di elica con tre pale che si incontrano in un punto triplo, il fatto che tale curva sia regolare assicura che la superficie stessa rappresenti una immersione regolare del piano proiettivo reale nello spazio affine tridimensionale.
Il rivestimento a due fogli di una superficie di Boy è l'immersione di una sfera.
Un cubo di Boy è un solido a 28 vertici, 43 spigoli, 16 facce da cui si ottiene ancora la caratteristica {\displaystyle \chi =28-43+16=1}.

## Simmetria
La superficie di Boy presenta una simmetria rotazionale a 3 campi. Ciò significa che essa ha un asse di simmetria discreta rotazionale: una rotazione di 120° intorno a questo asse lascerà esattamente invariata la superficie. La superficie di Boy può essere divisa in tre parti perfettamente congruenti.

## Parametrizzazione
La superficie di Boy può essere parametrizzata in vari modi. Una via di parametrizzazione, scoperta da Rob Kusner e Robert Briant, è la seguente: sia dato un numero complesso {\displaystyle w} con modulo minore o uguale a {\displaystyle 1} e sia:
{\displaystyle {\begin{aligned}g_{1}&=-{3 \over 2}\mathrm {Im} \left({w(1-w^{4}) \over w^{6}+{\sqrt {5}}w^{3}-1}\right)\\g_{2}&=-{3 \over 2}\mathrm {Re} \left({w(1+w^{4}) \over w^{6}+{\sqrt {5}}w^{3}-1}\right)\\g_{3}&=\mathrm {Im} \left({1+w^{6} \over w^{6}+{\sqrt {5}}w^{3}-1}\right)-{1 \over 2},\end{aligned}}}
così che
{\displaystyle {\begin{pmatrix}x\\y\\z\end{pmatrix}}={\frac {1}{g_{1}^{2}+g_{2}^{2}+g_{3}^{2}}}{\begin{pmatrix}g_{1}\\g_{2}\\g_{3}\end{pmatrix}},}
dove {\displaystyle x}, {\displaystyle y}, e {\displaystyle z} sono le coordinate cartesiane di un punto generico della superficie di Boy. 
Se invertiamo questa parametrizzazione centrandola sul punto triplo, otteniamo una superficie minima con tre punti di fine (che si possono vedere come "punti all'infinito"). Questo significata che la parametrizzazione di Bryant-Kusner è "ottima" perché è l'immersione "meno piegata" di un piano proiettivo nello spazio tridimensionale.

### Relazione della superficie di Boy col piano proiettivo reale
Sia {\displaystyle P(w)=(x(w),y(w),z(w))}la parametrizzazione di una superficie di Boy, secondo Bryant-Kusner. Allora
{\displaystyle P(w)=P\left(-{1 \over {\overline {w}}}\right).}
Ciò illustra la condizione sul parametro in cui {\displaystyle |w|\leq 1}: se {\displaystyle |w|<1,} allora {\displaystyle \left|-{1 \over {\overline {w}}}\right|>1.} in cui {\displaystyle {\overline {w}}} è il complesso coniugato di {\displaystyle w}. Le cose si fanno leggermente più complicate se {\displaystyle |w|=1.} In questo caso, abbiamo {\displaystyle -{1 \over {\overline {w}}}=-w.} Ciò significa che per {\displaystyle |w|=1,} il punto della superficie di Boy è ottenuto da due valori del parametro: {\displaystyle P(w)=P(-w).} In altre parole, la superficie di Boy è stata parametrizzata a partire da un disco tale che sono equivalenti tra loro una coppia di punti diametralmente opposti e situati sul perimetro del disco. Ciò mostra che la superficie di Boy è un'immagine del piano proiettivo reale {\displaystyle \mathbb {P} ^{2}(\mathbb {R} )} tramite una funzione liscia, vale a dire una immersione del piano proiettivo reale dentro lo spazio euclideo.